# Столяров Кирило Сергійович
 Кирило Сергійович Столяров (* 28 січня 1937) — російський актор.

## З життєпису
Народився в родині актора Сергія Столярова. Закінчив Всесоюзний державний інститут кінематографії (1959). Працює в Театрі-студії кіноактора.
Знявся в українських стрічках: «Блакитні дороги» (1947, учень у класі), «Повість про перше кохання» (1957, Митя), «Їм було дев'ятнадцять» (1960, Бесков).